# Пръстенчат жилещ скат
Himantura uarnak е вид акула от семейство Dasyatidae. Видът е уязвим и сериозно застрашен от изчезване.

## Разпространение и местообитание
Разпространен е в Австралия (Западна Австралия, Куинсланд и Северна територия), Индия, Индонезия, Малайзия, Папуа Нова Гвинея, Провинции в КНР, Тайван, Тайланд, Южна Африка и Япония (Рюкю). Внесен е в източната и западна част на Индийския океан, в западната и северозападна част на Тихия океан, Средиземно и Черно море.
Обитава крайбрежията и пясъчните дъна на сладководни и полусолени басейни, океани, морета, заливи, лагуни и рифове. Среща се на дълбочина от 15 до 155 m, при температура на водата от 14,7 до 28,4 °C и соленост 32,9 – 38,6 ‰.

## Описание
Теглото им достига до 120 kg.
Популацията на вида е намаляваща.